# Charles Taze Russell
Charles Taze Russell (16. února 1852, Pittsburgh, Pensylvánie – 31. října 1916, Pampa, Texas) byl americký kazatel a náboženský reformátor, zakladatel „Mezinárodního sdružení vážných badatelů Bible“, které v roce 1931 již pod vedením Russelova nástupce Josepha Franklina Rutherforda přijalo nové jméno Svědkové Jehovovi.
Charles Taze Russell je autorem série šesti svazků tzv. Studií Písem:
- Božský plán věků
- Čas se přiblížil
- Přijď království tvé
- Bitva Armageddon
- Smíření mezi Bohem a člověkem
- Nové stvoření

Kolem samotného Russella vznikla i později skupinka věrných následovníků, kteří s pojetím a vedení druhého prezidenta Rutherforda nesouhlasili. 

Ve správě organizace Strážná věž (a Badatelé Bible) on sám byl nazýván "věrný a rozvážný otrok", když pak později bylo toto označení vztaženo (až do dnešních dob) na vedoucí sbor.